# Claxby St Andrew
Claxby St Andrew – wieś i civil parish w Anglii, w Lincolnshire, w dystrykcie East Lindsey. W 2001 civil parish liczyła 39 mieszkańców. Claxby jest wspomniana w Domesday Book (1086) jako Clachesbi.